# Sân bay Shahid Sadooghi
Sân bay Shahid Sadooghi (IATA: AZD, ICAO: OIYY) là một sân bay ở Yazd, Iran. Sân bay này có một đường băng dài 4.098 m bề mặt nhựa đường.

## Các hãng hàng không và các tuyến điểm
- Iran Air (Tehran)
- Iran Air Tours (Mashad)
- Iran Aseman Airlines (Tehran)